# Gdje je srce tu je dom
Gdje je srce tu je dom drugi je studijski album hrvatske pop pjevačice Antonije Šole, nazvan po uspješnici s Dore 2008. Album 21. prosinca 2008. objavljuje izdavačka kuća Dallas Records.   
Na albumu se nalazi ukupno petnaest pjesama (plus verzija pjesme "Gdje je srce tu je dom" na makedonskom jeziku), koje su nagrđene na raznim glazbenim festivalima. Izdano je sedam singlova: "Milijun poljubaca", "Usne na usne", "Gdje je srce tu je dom", "Zvijezdo", "Veruvaj", "Ko lane ranjena" i "Prevelika kazna".

## Pozadina
Uz sudjelovanje u show-u Ples sa zvijezdama, Antonija je marljivo radila i na pjesmama za svoj novi album, koji je najavljen singlom "Zvijezdo". Nakon uspješnice debi albuma Anđele i nakon što je na Dori - hrvatskom izboru pjesme za Eurosong 2008. godine imala najviše glasova publike i završila na drugom mjestu, potvrdila je kako će album koji priprema bit objavljen krajem prosinca.

## Komercijalni uspjeh
Album "Gdje je srce tu je dom" ostvario je značajan komercijalni uspjeh. Antoniji je za album uručena zlatna ploča, te je proglašen jednim od najprodavanijih albuma 2008. godine.

## Popis pjesama
1. Ko lane ranjena – 2007.
2. Zvijezdo – 2008.
3. Milijun poljubaca – 2008.
4. Gdje je srce tu je dom – 2008.
5. Usne na usne – 2008.
6. Veruvaj – 2008.
7. Prevelika kazna – 2008.

## Certifikacije
| Država   | Certifikacija |
| -------- | ------------- |
| Hrvatska | Zlatna        |